# Лара Аруабарена-Весино
Лара Аруабарена-Весино (на испански: Lara Arruabarrena–Vecino) е испанска тенисистка, родена на 20 март 1992 г. Най-високата ѝ позиция в ранглистата за жени на WTA е 105 място, постигнато на 20 февруари 2012 г. Победителка от Копа Колсанитас 2012, където на финала надиграва Александра Панова с 2:0 сета.